# My stride
『My stride』（マイ・ストライド）は、寿美菜子の1枚目のオリジナルアルバム。2012年9月12日にMusicRay'nから発売された。

## 概要
タイトルの『My stride』は、美菜子のMと「歩幅」を表す「stride」を掛け合わせており、21年間の歩みが凝縮されている。
販売形態は初回限定盤2種と通常盤の2種リリースで、前者にはリード曲「STRIDE」のPVを収録したDVDと写真集が付属されている。
内訳はこれまでに発売されたシングルからの曲が4曲、カップリングが2曲、新曲が6曲となっている。カップリングから収録されなかったのは「Shiny+」の「始まりの場所」（カップリング2曲目）、「Startline」の「metamorphose」、「ココロスカイ」の「Like a super women」の3曲であるが、これは本作は寿ロックと呼ばれるロック調の曲を中心に選曲した事と、ダンス曲やピアノ曲などの新しいジャンルに挑戦したかったからである。

## 収録曲
1. STRIDE [4:26]
作詞・作曲：田中明仁、編曲：川口圭太
  - 「走る」をテーマとした曲。PVでは、これまでの21年間を振り返るため、1991年を表した扉を開けて[4]2012年まで全力で走るという内容になっている[3]。
2. ライラック [4:35]
作詞：古屋真、作曲・編曲：渡辺未来
3. ココロスカイ [4:34]
作詞：秦千香子、作曲・編曲：野井洋児
4. Brand New World [3:47]
作詞：和教、作曲・編曲：池澤聡
5. Dear my… [5:59]
作詞：森村メラ、作曲・編曲：渡辺拓也
6. Ivory [4:30]
作詞・作曲・編曲：井手コウジ
  - 青春に対する想いが込められた曲[3][1]。
7. Shiny+ [4:28]
作詞：古屋真、作曲：渡辺和紀、編曲：オオヤギヒロオ
8. カラフルダイアリー [4:19]
作詞：松村龍二、作曲・編曲：宮崎誠
9. echo hearts [4:50]
作詞：古屋真、作曲・編曲：渡辺未来
ライブの時の寿の気持ちについて書かれた曲で、自身もライブで歌われることを願っている[3][1]。
10. brilliant focus [4:38]
作詞：鈴木静那、作曲・編曲：清水哲平
  - 寿の趣味であるカメラが、歌詞に使われている[3]。
11. つきのひかり [4:00]
作詞：星村麻衣、作曲：木根尚登、編曲：上田禎
  - 月に対する想いが込められた曲で、ピアノと弦が用いられている[3]。
12. Startline [4:11]
作詞：田中琴乃、作曲・編曲：渡辺拓也
  - OVA『コイ☆セント』エンディングテーマ

DVD（初回限定盤のみ）
1. STRIDE （Music Clip）